# Équipe de république d'Irlande espoirs de football
Ne doit pas être confondu avec Équipe d'Irlande du Nord espoirs de football.
Maillots
L'équipe de république d’Irlande espoirs de football est une sélection de joueurs de moins de 21 ans irlandais placée sous l'égide de la Fédération d'Irlande de football.
Les jeunes catégories de football en Irlande qui jouent en championnat local n'ont aucun intérêt pour l'équipe A car les meilleurs joueurs irlandais évoluent dans le championnat anglais et écossais. Cependant, les jeunes joueurs irlandais sont d'abord formés dans leur pays natal avant leur départ au Royaume-Uni.

## Parcours au Championnat d'Europe de football espoirs
- 1978 : Non qualifié
- 1980 : Non qualifié
- 1982 : Non qualifié
- 1984 : Non qualifié
- 1986 : Non qualifié
- 1988 : Non qualifié
- 1990 : Non engagé
- 1992 : Non qualifié
- 1994 : Non qualifié
- 1996 : Non qualifié
- 1998 : Non qualifié
- 2000 : Non qualifié
- 2002 : Non qualifié
- 2004 : Non qualifié
- 2006 : Non qualifié
- 2007 : Non qualifié
- 2009 : Non qualifié
- 2011 : Non qualifié
- 2013 : Non qualifié
- 2015 : Non qualifié
- 2017 : Non qualifié
- 2019 : Non qualifié
- 2021 : Non qualifié
- 2023 : en cours

## Effectif actuel
Les joueurs suivants ont été appelés pour dispiter deux matchs amicaux contre l'Israël les 23 et 27 septembre 2022,.
Gardiens
- Brian Maher
- David Odumosu
- Josh Keeley

Défenseurs
- Lee O'Connor
- Jake O'Brien
- Andy Lyons
- Eiran Cashin
- Festy Ebosele
- Joe Redmond
- Sean Roughan
- Anselmo García MacNulty

Milieux
- Conor Coventry
- Ross Tierney
- Will Smallbone
- Dawson Devoy
- Joe Hodge
- Finn Azaz
- Adam O'Reilly

Attaquants
- Tyreik Wright
- Joshua Kayode
- Aaron Connolly
- Evan Ferguson
- Mipo Odubeko
- Ollie O'Neill
- Dara Costelloe

## Personnalités

### Joueurs emblématiques

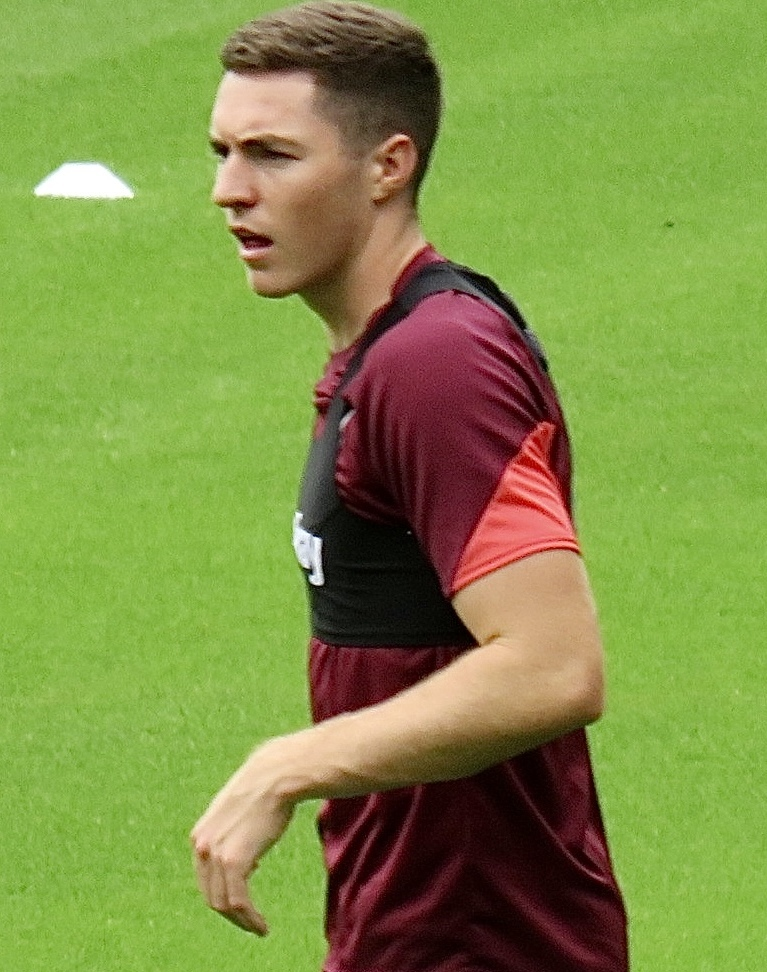
est le footballeur le plus capé avec la sélection espoirs avec vingt-huit matchs joués.

Chiffres au 27 septembre 2022
| Sélections | Joueur          | Buts |
| ---------- | --------------- | ---- |
| 28         | Conor Coventry  | 3    |
| 26         | Lee O'Connor    | 1    |
| 19         | Graham Barrett  | 5    |
| 19         | Shane Duffy     | 1    |
| 19         | Josh Cullen     | 1    |
| 16         | Owen Garvan     | 5    |
| 16         | Stephen Gleeson | 2    |
| 15         | Harry Charsley  | 2    |
| 14         | Tyreik Wright   | 3    |
| 14         | Joshua Kayode   | 2    |

| Buts | Joueur          | Matches |
| ---- | --------------- | ------- |
| 6    | Robbie Brady    | 10      |
| 5    | Andy Keogh      | 7       |
| 5    | Aiden O'Brien   | 10      |
| 5    | Adam Idah       | 11      |
| 5    | Reece Grego-Cox | 12      |
| 5    | Owen Garvan     | 16      |
| 5    | Graham Barrett  | 19      |
| 4    | Troy Parrott    | 5       |
| 4    | Kevin Doyle     | 6       |
| 4    | Stephen Elliott | 7       |